# Francisco Moreno Merino
Francisco Alejandro Moreno Merino (11 de agosto de 1966) es un abogado y político mexicano, miembro del Partido Revolucionario Institucional, que ha ejercido como diputado federal y local.

## Biografía
Francisco Moreno Merino es licenciado en derecho egresado de la Universidad Nacional Autónoma de México, miembro del PRI desde 1984, ha ocupado numerosos cargos en la estructura partidaria en el estado de Morelos, ha ocupado los cargos de subdirector de asuntos financieros ilícitos de la dirección de auditoría fiscal federal de la Secretaría de Hacienda y Crédito Público de 1989 a 1991, delegado del Banco Nacional de Obras y Servicios Públicos (BANOBRAS) en el estado de Guerrero de 1992 a 1995, secretario particular del líder del Sindicato Nacional de Trabajadores Electricistas de la República Mexicana, Leonardo Rodríguez Alcaine, de 1995 a 1997, delegado del Instituto Mexicano del Seguro Social en el estado de Morelos de 1997 a 2003, y de 2005 a 2007 delegado de la Confederación Nacional de Organizaciones Populares en el mismo estado, posteriormente fue director general adjunto de proyectos especiales y luego jefe de asesores de la Procuraduría Federal de Protección al Ambiente (PROFEPA). En 2008 fue precandidato del PRI a la presidencia municipal de Cuernavaca, Morelos, no habiendo obtenido la candidatura.
En 2009 fue elegido diputado federal por el distrito electoral federal 1 de Morelos a la LXI Legislatura, para el periodo que concluye en 2012, donde es integrante de las comisiones de Defensa Nacional, de Medio Ambiente y Recursos Naturales y de Seguridad Social. El 20 de marzo de 2010 su oficina de enlace legislativo en la ciudad de Cuernavaca fue atacada por presuntos miembros del crimen organizado, recibiendo más de 100 impactos de bala.
Causó polémica cuando el 15 de marzo de 2012 en su calidad de diputado federal y durante la comparencia del director general del Instituto de Seguridad y Servicios Sociales de los Trabajadores del Estado, Sergio Hidalgo Monroy, le dirigió la siguiente frase:

Perdón que concluya con una frase que dice: que no hay caballo fino que no tire a mula, ni mujer bonita que no llegue a ser meretriz, y hombre bueno que no tire penco. No sea usted un hombre bueno, sea usted un buen director general del instituto.

Dichas declaraciones fueron consideras misóginas y ofensivas a la mujer y suscitaron que al día siguiente diputadas de todas las fracciones parlamentarias tomaran la tribuna de la Cámara de Diputados y exigirieran se disculpara  por las mismas; en consecuencia, el 16 de marzo el comité ejecutivo nacional del PRI anunció que le había solicitado su renuncia a la precandidatura a Senador por Morelos en primera fórmula para la que sería postulado y lo que fue aceptado por el propio Merino.
El 3 de diciembre de 2012 asumió el cargo de procurador federal de Protección al Ambiente por nombramiento del presidente Enrique Peña Nieto, hasta el 2 de diciembre de 2013 en que fue sustituido por Guillermo Haro Bélchez.
Del 1 de septiembre de 2015 al 31 de agosto de 2018 se desempeñó como diputado plurinominal de la LIII Legislatura del Congreso del Estado de Morelos. Durante ese periodo fungió como Presidente de la Mesa Directiva del Congreso, particularmente en el proceso de aprobación y reforma a la ley local para permitir el matrimonio entre personas del mismo sexo, posteriormente como coordinador de la bancada del PRI en dicha legislatura.
A partir de septiembre de 2018 y hasta agosto de 2019 fue nombrado por Claudia Ruiz Massieu, Presidenta del CEN del PRI, Delegado del Comité Ejecutivo Nacional PRI en el estado de Quintana Roo.